# Leptogenys processionalis
Leptogenys processionalis es una especie de hormiga del género Leptogenys, subfamilia Ponerinae.

## Taxonomía
Esta especie fue descrita científicamente por Jerdon en 1851.